# ナンセンス文学
ナンセンス文学（ナンセンスぶんがく）あるいはノンセンス文学とは、有意味なものと無意味なものとを組み合わせて言葉を使う上での常識的な約束事や論理性を無視し、壊そうとするような文学の総称である。特に知られている歴史的な形式はナンセンス詩（Nonsense verse）だが、今日においては詩に限らず様々な形式の文学作品で表現されている。

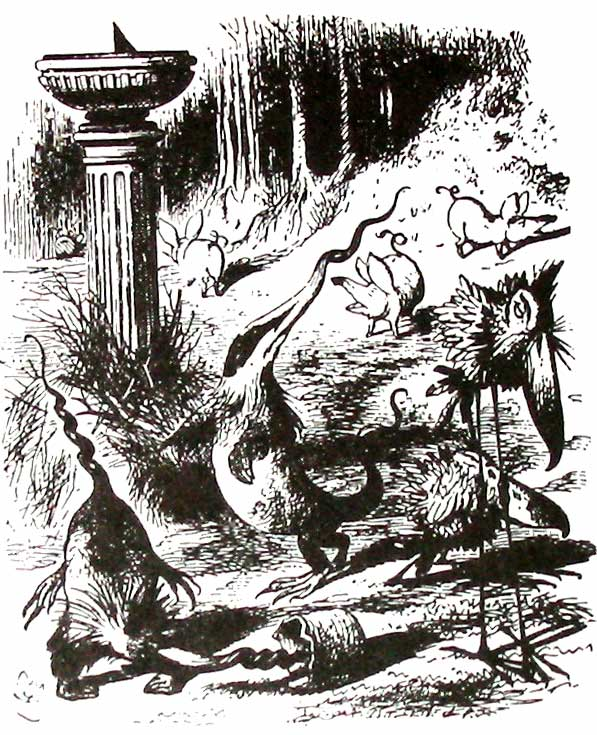
『鏡の国のアリス』の「ジャバウォックの詩」に登場するナンセンスな生物。ジョン・テニエルによる挿絵。

「ナンセンス」の文学的な効果は、一般には意味の欠如よりも、しばしば意味の過剰によってもたらされる。「ナンセンス」の多くは本質的にはユーモアに属するが、それは「意味を成す」ことによって面白みが引き出される大多数のユーモアとは反対に、「意味を成さないこと」によって成立するユーモアである。

## 歴史
ナンセンス文学の起源は二つの流れに辿ることができる。より古い方の一方は民謡や童謡、民話や民衆劇、言葉遊びといった口承を起源とするもので、今日においても学校歌として広く扱われているマザー・グースの歌などにその形を留めている。口承におけるそれらの役割は、あることを記憶するための手段であったり、またはパロディや風刺であったりと様々である。もう一方の流れは宮廷詩人や学者といった知識人による、より知的な作品を起源とするものである。これらの内容は古典文学のパロディや宗教的な滑稽詩、政治的な風刺詩などで、しばしば洗練された新たなナンセンスの形式が作り出されていった。今日のナンセンス文学はこの二つの流れが合わさるところに成立している。

ナンセンス文学の古典はイギリスに集中している。上述したマザー・グースの童謡集もそうだが、エドワード・リアはその『ナンセンスの絵本』（1846年）を初めとする著作で発表された多数のリメリック詩によって、上記の二つの流れを合わせた近代的なナンセンス文学の大衆化を促進した。この流れを引き継いだのがルイス・キャロルであり、彼の児童文学作品『不思議の国のアリス』（1865年）『鏡の国のアリス』（1871年）はナンセンス文学を世界的な現象にした。特に後者の作品に登場する「ジャバウォックの詩」は、しばしばナンセンス文学の精髄と見なされている。

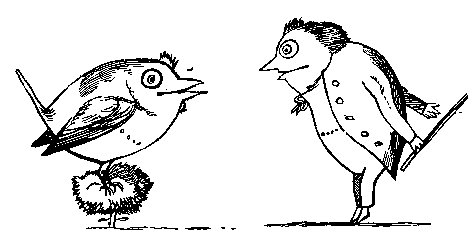
ある男が言いました 「しいっ、静かに！
茂みの中にひな鳥がいるんだよ！」
みなが聞きます「それは小さいのかい？」
彼は答えます「とんでもない！
だって茂みの四倍もあるんだぜ！」
（『ナンセンスの絵本』より）

イギリス文学以外の重要な代表者の1人はニコライ・ゴーゴリである。彼はこのジャンルの多くの代表者に顕著な影響を与えた。デイヴィッド・リンチ監督は、映画「イレイザーヘッド」と「祖母」でゴーゴリのテクニックのいくつかを使用した。 。
20世紀以降の文学においても、例えばT・S・エリオットの詩やジェイムズ・ジョイスの小説にもナンセンス文学の要素が認められるし、ベケットやイヨネスコの不条理演劇はナンセンスのより現代的な形とみなすことができる。日本においては井上ひさし、筒井康隆などがナンセンス文学の書き手である。

## 理論
「ナンセンス」（Non-sense）とは「センス」（Sense, 知覚、意味、分別など）の否定形であり、言葉の上での「ナンセンス」は「意味のないもの」「馬鹿げたもの」を指すが、しかしナンセンス文学が創造的であるためには知性的な厳密と方法とを必要とする。従って単なる出鱈目な文章、わけのわからない文章が必ずしもナンセンス文学となるわけではない。ナンセンス文学と呼ばれるものは、一般的には意味ないし文法、表音や文脈など、なんらかの点では理解可能な形を保っており、一見見慣れない単語が用いられている場合にも、多くは文法的に品詞が推定できたり、文脈的になんらかの意味を持つことが想定できたり、あるいは言葉遊びによって見慣れた単語が組み合わされていたりする。 
ナンセンス文学では、格式ばった語法や語調は様々な不条理な要素を加えることによってバランスが取られる。そのような際に用いられるナンセンスの技法をそれと見分けるのは容易である。例えばそれは間違った論理的帰結、かばん語、造語、反対語やさかさま言葉、不正確さ、二つ以上のものの間の同期性、文章と絵との間の矛盾、不可解な独断、無限に続く繰り返し、物まね、間違った解釈などであり、またトートロジー、文字や音節の重複、不条理な精確さなどもナンセンスの効果をもたらす 。
そして作品がナンセンス文学であるためには、ナンセンスな表現が作品の中で役割を演じてはならない。ある文章がただ必要に応じてナンセンスな表現を採っているに過ぎなければ、作品のなかのその部分には確かにナンセンスな効果が表れていても、その作品自体はナンセンス文学と見なされることはない。
ナンセンス文学が人に感銘を与えるのは、人間が常に何に対しても、場合によってはそれが存在しないところにまで意味を求める生き物だからである。

## 類似ジャンル

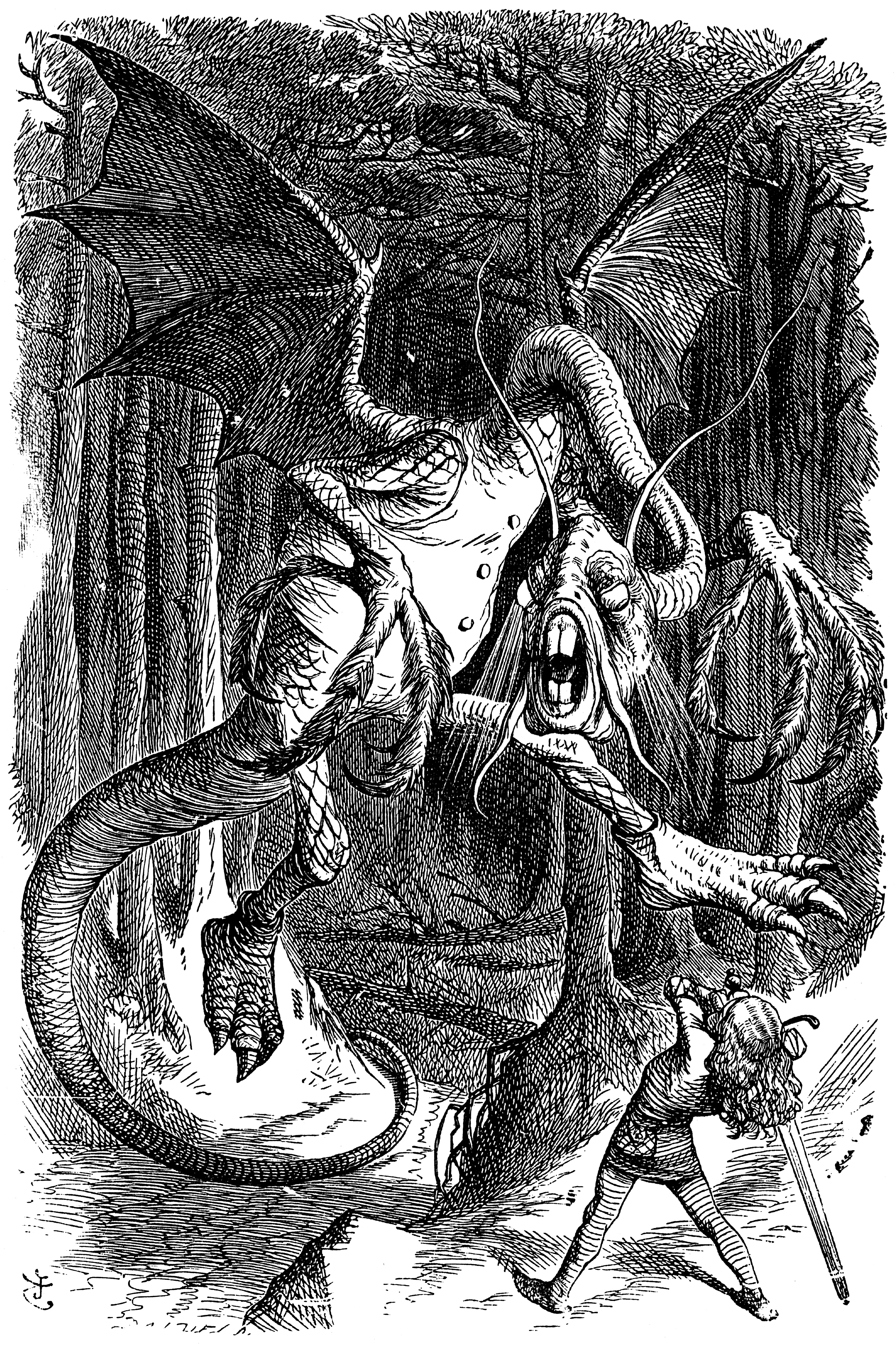
「ジャバウォックの詩」より。叙事詩のパロディだが、その道具立てはファンタジーによく似ている。

ナンセンスとファンタジーとは、ときには互いに似通う場合もあるが、しかし両者ははっきりと区別される。ファンタジーに登場するような奇妙な生物、不思議な世界観、魔法、人語を喋る動物といったものは、それがなぜその作品世界に存在するかが論理的に説明される限りでは、ナンセンスなものとはならない。その点でファンタジーにはナンセンスにはない一貫性と統一性が存在する 。ファンタジーの世界では、現実にはありえないようなものが登場してもすべてが論理に従っているのであり、一方ナンセンスの世界では論理の法則が無視され、せいぜい我々の理解を超えた、なにか不可解なものが存在するのだということがほのめかされるに留まる。典型的な例が魔法・魔術である。ファンタジー作品においては、魔術はある不思議な現象を、それが作品の中でなぜ起こるのかを論理的に説明できるものとして採用される。一方ナンセンス文学においては、そもそも魔法が現れること自体が稀であるが、それが現れる場合でもなにか不可解な出来事に説明を与えるためではなく、むしろナンセンスな色合いを添えるために用いられる。
なぞなぞは、その答えがまだ見つからないうちはナンセンスであるかのように見える。ナンセンスななぞなぞとして有名なものの大多数は、もともとその答えが存在しないがゆえにナンセンスなものと見なされている 。『不思議の国のアリス』では、「大カラスと書きもの机が似ているのはなぜか？」というなぞなぞが登場する。アリスが答えがわからず降参すると、謎をかけた帽子屋自身が自分も答えを知らないのだと言い、もともと答えのない、ナンセンスななぞなぞであったということになる。
シュルレアリスムとナンセンスとは場合によっては互いに近づくこともあるが、しかしシュルレアリスムが偶然性を理性から解放し、日常経験の転倒を図ろうとする芸術であるのに対して、ナンセンスはあくまでも理性によって周到にコントロールされる点に違いがあると考えられる。

## 作家
ナンセンス作家や詩人の例。文学者に限る。
- エドワード・リア
- ルイス・キャロル
- クリスティアン・モルゲンシュテルン
- ジェイムズ・ジョイス[29]
- ダニイル・ハルムス
- ウジェーヌ・イヨネスコ[30]
- エドワード・ゴーリー
- 井伏鱒二
- 中村正常
- 筒井康隆
- 井上ひさし
- 佐々木マキ